# St. Johannes (Mönchengladbach)

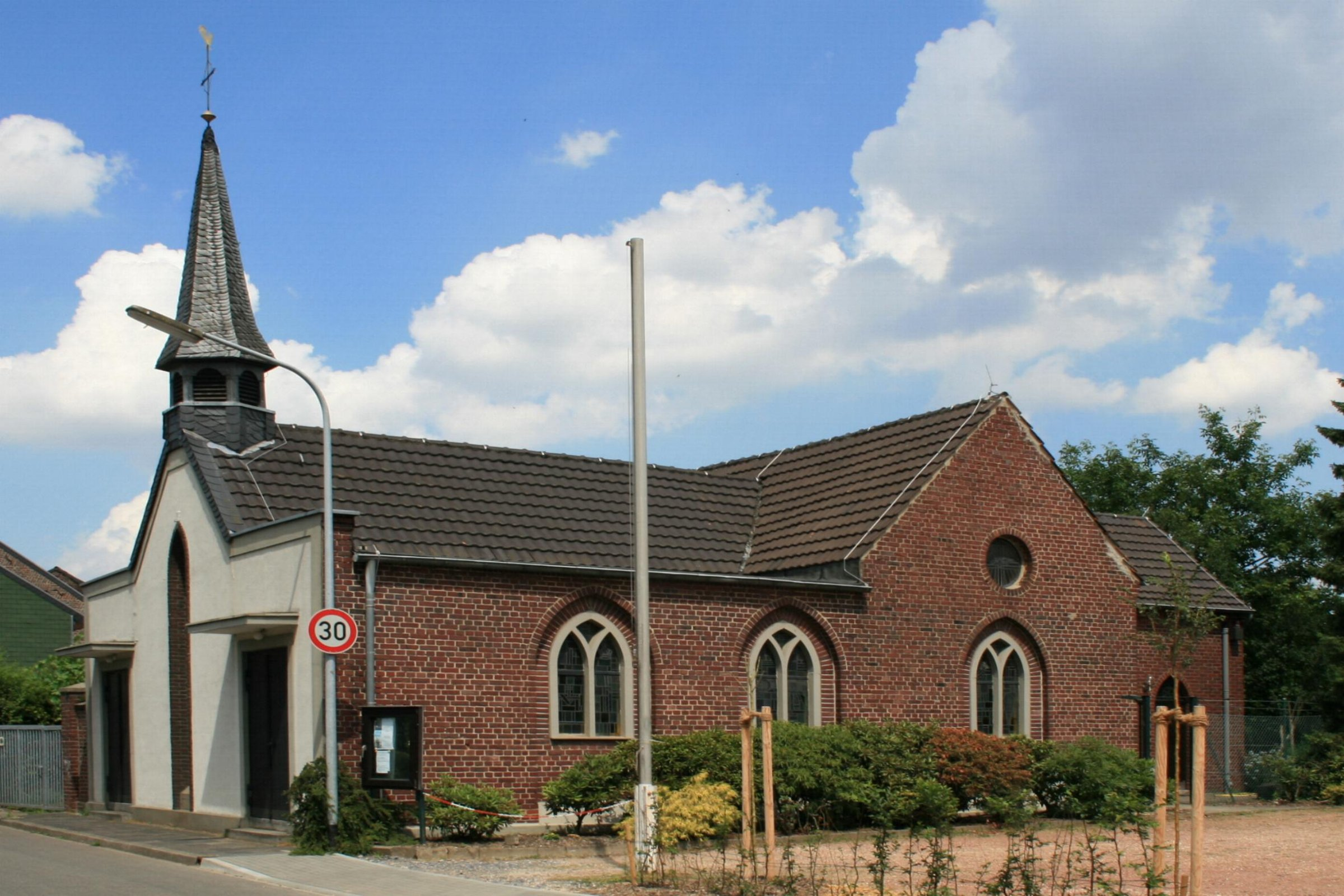
Kapelle (2010)

Die Kapelle St. Johannes steht im Stadtteil Rheindahlen-Land in der Ortschaft Gerkerath in Mönchengladbach (Nordrhein-Westfalen), Gerkerath 170.
Die Kapelle wurde 1851/52 erbaut. Sie ist unter Nr. G 052 am 23. November 2000 in die Denkmalliste der Stadt Mönchengladbach eingetragen worden.

## Lage
Die Kapelle liegt in Gerkerath am Schnittpunkt der Dorfstraßen nach Rheindahlen, Kothausen und Gerkerathwinkel.

## Architektur
In Ziegelstein zwischen 1850 und 1852 errichtetes Kirchengebäude mit hexagonalem Dachreiter unter spitzem, verschiefertem Dachhelm. Dacheindeckung mit Rheinlandziegeln. Die erste Erweiterung erfolgte durch den Bau eines Querschiffes 1920, als Chor, Sakristei und Empore angegliedert bzw. eingebaut wurden.
Das Querschiff erhielt je ein zweibahniges Spitzbogenfenster und ein Rundfenster im Giebelbereich zur Belichtung. Die zweite Erweiterung ergänzte das Gebäude 1930 um zwei niedrigere, flach gedeckte Seitenschiffe in Ziegelsteinmauerwerk, die den Kirchenraum über zweibahnige Spitzbogenfenster belichten. Der zur Straße gelegene Giebel wurde umgestaltet, verputzt und die Eingänge in die Seitenschiffe verlegt, wobei das alte Mittelschiff ein bis in das Giebeldreieck reichendes schmales Spitzbogenfenster erhielt.